# Silvia Kaffke
Silvia Kaffke (* 6. Juni 1962 in Duisburg) ist eine deutsche Schriftstellerin. Bekannt ist Kaffke vor allem durch ihre Kriminalromane.

## Leben
Silvia Kaffke studierte Publizistik und Germanistik in Bochum. Sie arbeitete als wissenschaftliche Mitarbeiterin beim filmforum Duisburg, als Texterin, Lektorin und als Sekretärin. Des Weiteren war sie PR-Managerin tätig und organisierte in diesem Zusammenhang auch Kriminächte.
Im Jahr 2000 debütierte Silvia Kaffke mit ihrem Kriminalroman Messerscharf, in dessen Mittelpunkt die BKA-Profilerin Barbara Pross steht. Mit Herzensgut (2002), Totenstill (2005) und Blutleer (2006) folgten weitere Kriminalromane mit der Protagonistin Barbara Pross.
2008 wurde der historische Roman Das rote Licht des Mondes veröffentlicht, mit dem Kaffke den Leser in die Mitte des 19. Jahrhunderts versetzt. 2010 erschien die Fortsetzung Das dunkle Netz der Lügen. Beide Romane spielen in Duisburg-Ruhrort, wo die Autorin auch lebt.
Messerscharf, ihr erster Krimi um die BKA-Profilerin Barbara Pross, wurde 2001 für Sat.1 mit Ann-Kathrin Kramer in der Hauptrolle verfilmt.

## Auszeichnungen
- 2000: Förderpreis für Literatur der Landeshauptstadt Düsseldorf[1]

## Werke
- Messerscharf, 2000, Kriminalroman
- Herzensgut, 2002, Kriminalroman
- Hotel Terminus, 2005, Gemeinschaftsroman mit anderen Autoren
- Totenstill, 2005, Kriminalroman
- Blutleer, 2006, Kriminalroman
- Das rote Licht des Mondes, 2008, historischer Kriminalroman
- Das dunkle Netz der Lügen, 2010, historischer Kriminalroman